# Pedro Oba
Pedro Oba Asu Mbengono (ur. 18 maja 1996 w Mongomo) – piłkarz z Gwinei Równikowej grający na pozycji napastnika. Od 2019 jest zawodnikiem klubu Futuro Kings.

## Kariera klubowa
Swoją karierę piłkarską Oba rozpoczął w klubie Estrellas del Futuro, w którym grał do 2017. W 2018 był zawodnikiem Deportivo Niefang, a w 2019 wrócił do Futuro Kings.

## Kariera reprezentacyjna
W reprezentacji Gwinei Równikowej Oba zadebiutował 3 września 2017 w przegranym 1:2 towarzyskim meczu z Beninem, rozegranym w Malabo. W debiucie strzelił gola. W 2022 roku został powołany do kadry na Puchar Narodów Afryki 2021. Na tym turnieju rozegrał jeden mecz, ćwierćfinałowy z Senegalem (1:3).